# Interstate 376
Pour les articles homonymes, voir Route 376.
L'Interstate 376 (I-376) est une autoroute auxiliaire du plateau des  Allegheny, en Pennsylvanie. Elle débute à l'I-80 près de Sharon pour se diriger vers le sud et l'est jusqu'à la jonction avec l'I-76 / Pennsylvania Turnpike à Monroeville. La route dessert Pittsburgh et ses environs et est l'accès principal à l'Aéroport international de Pittsburgh. Avec 84,43 mi (135,87 km), il s'agit de la neuvième autoroute auxiliaire inter-États la plus longue.
L'I-376 est indiquée comme une route ouest–est bien qu'elle suive une orientation sud–nord sur près du trois quart de sa longueur. C'est dû au fait que, jusqu'en 2009, son terminus ouest se situait à la jonction avec l'I-279 au centre-ville de Pittsburgh. Elle a été prolongée vers l'ouest et le nord jusqu'à l'I-80 afin de donner au corridor un seul numéro de route.

## Description du tracé

### Beaver Valley Expressway et Airport Parkway

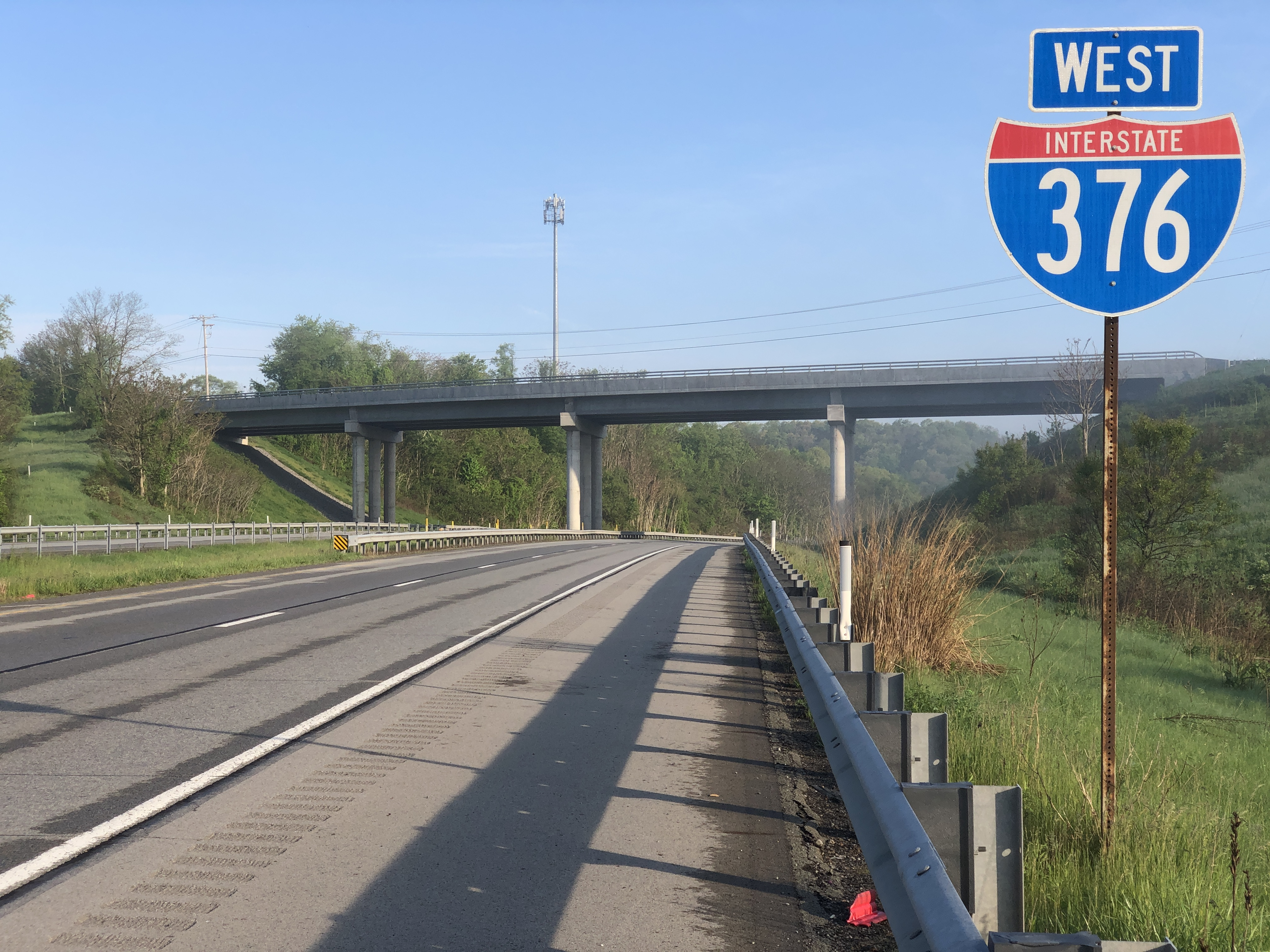
L'I-376 ouest passé l'échangeur avec Brighton Road à Brighton Township.

L'I-376 débute à un échangeur avec l'I-80 à quatre miles (6,4 km) à l'est de l'Ohio dans le plateau des Allegheny. À partir de là, elle se dirige vers le sud via la Beaver Valley Expressway, une autoroute de quatre voies. Elle rencontre d'abord la PA 18 après l'avoir longée.
Peu après, l'I-376 rencontre la US 422 et forme un multiplex avec celle-ci à l'ouest de New Castle. Elle rencontre ensuite la US 224 à Union Township et se sépare de la US 422 au sud-ouest de Taylor Township. C'est à cet endroit que l'I-376 devient une route à péage.
L'I-376 continue vers le sud en longeant la PA 18 et la Beaver River à l'est. Près de Koppel, l'autoroute croise l'I-76 (Pennsylvania Turnpike) pour la première fois.
L'I-376 passe ensuite à l'est de West Mayfield et redevient une autoroute gratuite. Elle passe alors par un terrain montagneux et traverse la rivière Ohio.
En poursuivant sa route, l'I-376 s'approche de l'Aéroport international de Pittsburgh. Elle s'oriente vers le sud-est et devient la Southern Expressway. L'autoroute suit les limites sud de l'aéroport et constitue l'entrée principale vers celui-ci. Elle deviendra ensuite la Airport Parkway.

### Parkway West

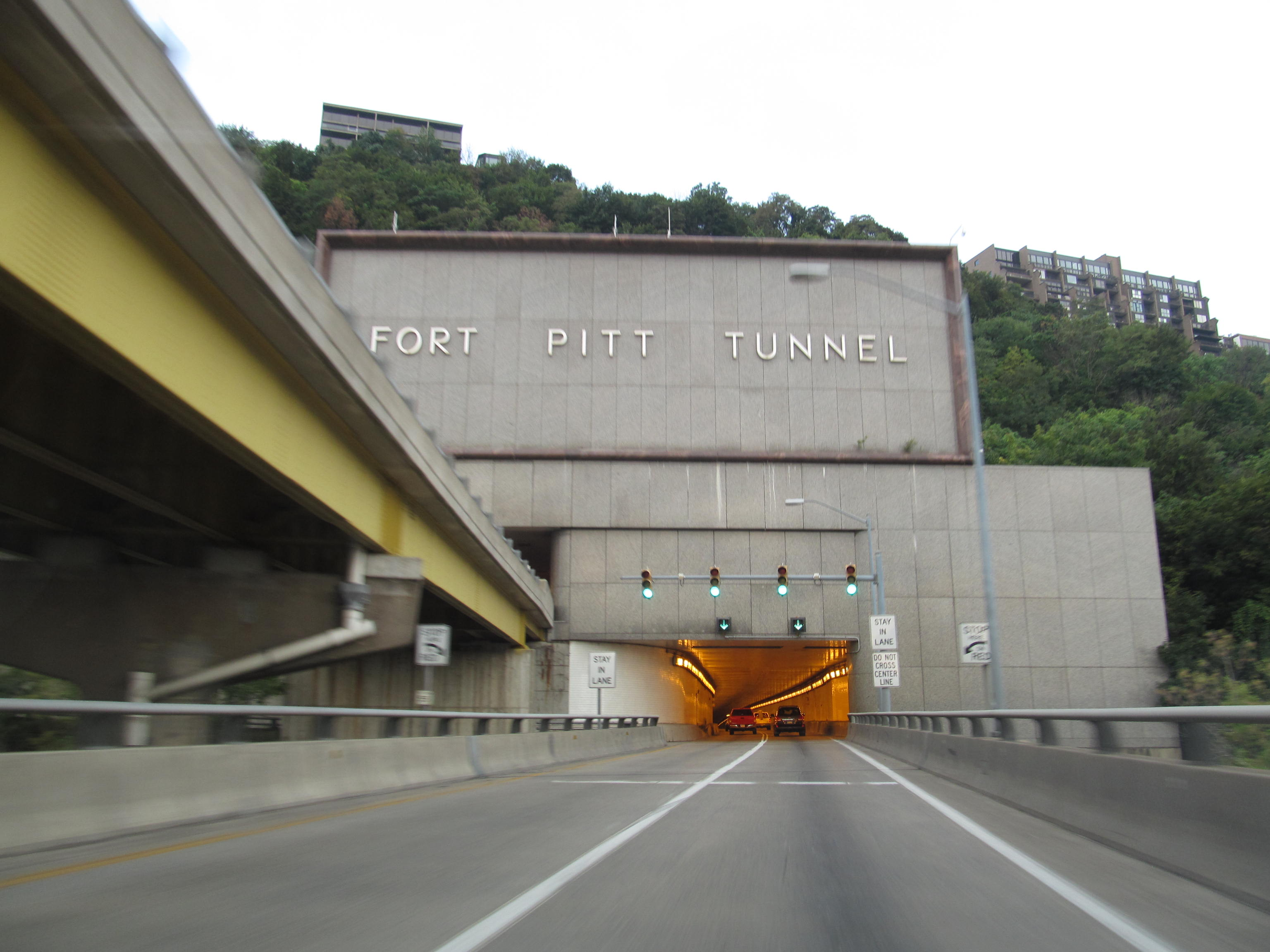
L'I-376 ouest entre le pont de Fort Pitt et le tunnel de Fort Pitt

L'autoroute s'oriente désormais vers le sud-est. Elle rencontre les US 22 et US 30) ainsi que la PA 60 à Robinson Township. Les deux US Routes rejoignent l'I-376 et forment un multiplex. Un peu plus loin, l'autoroute atteint l'I-79. À partir de ce point vers l'est, l'autoroute se dirige à l'est. à travers Rosslyn Farms et Carnegie avant de traverser Green Tree.
Dans les limites de Pittsburgh, l'I-376 croise la US 19. Cette jonction se situe juste avant le Fort Pitt Tunnel qui passe sous le Mount Washington.
Après avoir traversé le tunnel, l'I-376 émerge sud un pont à deux niveaux pour traverser la rivière Monongahela. De l'autre côté du pont, l'autoroute devient la Parkway East.

### Parkway East
L'I-376 continue à l'est, toujours en multiplex avec la US 22 et la US 30. Elle suit la rive nord de la rivière Monongahela dans le sud du centre-ville. L'autoroute passe par les quartiers d'Uptown et d'Oakland. L'I-376 quitte les rives de la rivière et traverse le Squirrel Hill Tunnel sous la Squirrel Hill. L'autoroute quitte la ville de Pittsburgh près du coin sud-est de Frick Park. Peu après, la US 30 quitte le multiplex dans la ville de Wilkinsburg. L'I-376 et la US 22 continuent vers l'est à travers Churchill, Wilkins Township, Penn Hills et, finalement, Monroeville, où elle rencontre l'I-76 et la US 22. À l'est de l'échangeur, c'est la US 22 qui poursuit le trajet alors que l'I-376 y a pris fin.

## Liste des sorties
| Interstate 376                                    |                                         |       |        |                                                              |                                                                                                | |
| Comté                                             | Municipalité                            | mi    | km     | Sortie                                                       | Intersections / Destinations                                                                   | Notes |
| Beaver                                            | Shenango Township                       | 0,00  | 0,00   | —                                                            | PA 760 (en) nord – Sharon                                                                      | Continue au-delà de l'I-80                                                                                 |
| Beaver                                            | Shenango Township                       | 0,00  | 0,00   | 1A                                                           | I-80 ouest – Youngstown                                                                        | Sortie 4 de l'I-80                                                                                         |
| Beaver                                            | Shenango Township                       | 0,00  | 0,00   | 1B                                                           | I-80 est – Mercer                                                                              | Sortie 4 de l'I-80                                                                                         |
| Beaver                                            | Shenango Township                       | 0,55  | 0,88   | 1C                                                           | PA 318 (en) – Mercer, West Middlesex                                                           | |
| Beaver                                            | Shenango Township                       | 1,73  | 2,79   | 2                                                            | PA 18 (en) – West Middlesex                                                                    | |
| Lawrence                                          | Pulaski Township                        | 5,10  | 8,21   | 5                                                            | PA 208 (en) – New Wilmington, Pulaski Township                                                 | |
| Lawrence                                          | Neshannock Township                     | 9,44  | 15,19  | 9                                                            | Mitchell Road vers PA 18 (en)                                                                  | |
| Lawrence                                          | Limite township Neshannock–Union        | 12,20 | 19,63  | 12                                                           | US 422 ouest / US 422 Bus. est (Sampson Street) – Youngstown                                   | Terminus ouest du multiplex avec US 422; indiqué sortie 12A (US 422) et 12B (US 422 Bus.) en direction est |
| Lawrence                                          | Union Township                          | 13,48 | 21,70  | 13                                                           | US 224 (State Street) – Poland                                                                 | |
| Lawrence                                          | Union Township                          | 14,60 | 23,50  | 15                                                           | US 422 est – Butler                                                                            | Terminus est du multiplex avec US 422                                                                      |
| Lawrence                                          | North Beaver Township                   | 16,28 | 26,20  | 17                                                           | PA 108 (en) – Mont Jackson                                                                     | Péage collecté à la sortie est et à l'entrée ouest                                                         |
| Lawrence                                          | North Beaver Township                   | 18,10 | 29,10  | Poste de péage principal ouest (E-ZPass ou péage par plaque) | Poste de péage principal ouest (E-ZPass ou péage par plaque)                                   | Poste de péage principal ouest (E-ZPass ou péage par plaque)                                               |
| Lawrence                                          | North Beaver Township                   | 19,96 | 32,12  | 20                                                           | PA 168 (en) – Moravia                                                                          | Péage collecté à la sortie ouest et à l'entrée est                                                         |
| Beaver                                            | Big Beaver                              | 25,71 | 41,38  | 26                                                           | I-76 / Pennsylvania Turnpike / PA 351 (en) – Ohio, Harrisburg                                  | Sortie 10 de l'I-76                                                                                        |
| Beaver                                            | Big Beaver                              | 28,79 | 46,33  | 29                                                           | PA 551 (en) vers PA 18 (en) – Beaver Falls                                                     | Péage collecté à la sortie est et à l'entrée ouest                                                         |
| Beaver                                            | Chippewa Township                       | 30,50 | 49,10  | Poste de péage principal est (E-ZPass ou péage par plaque)   | Poste de péage principal est (E-ZPass ou péage par plaque)                                     | Poste de péage principal est (E-ZPass ou péage par plaque)                                                 |
| Beaver                                            | Chippewa Township                       | 31,03 | 49,94  | 31                                                           | PA 51 (en) – Chippewa                                                                          | |
| Beaver                                            | Brighton Township                       | 35,98 | 57,91  | 36                                                           | Brighton                                                                                       | |
| Beaver                                            | Vanport Township                        | 38,20 | 61,48  | 38                                                           | PA 68 (en) – Beaver, Midland                                                                   | Indiqué sortie 38A (ouest) et 38B (est) en direction ouest                                                 |
| Beaver                                            | Rivière Ohio                            | 38,34 | 61,71  | Pont Vanport                                                 | Pont Vanport                                                                                   | Pont Vanport                                                                                               |
| Beaver                                            | Potter Township                         | 39,33 | 63,29  | 39                                                           | PA 18 (en) – Monaca, Shippingport                                                              | |
| Beaver                                            | Center Township                         | 41,60 | 66,94  | 42                                                           | Center                                                                                         | |
| Beaver                                            | Hopewell Township                       | 44,72 | 71,98  | 45                                                           | Aliquippa                                                                                      | |
| Beaver                                            | Hopewell Township                       | 47,88 | 77,05  | 48                                                           | PA 151 (en) – Hopewell                                                                         | |
| Allegheny                                         | Findlay Township                        | 50,14 | 80,69  | 50                                                           | I-376 BL est – Moon                                                                            | Sortie direction est, entrée direction ouest                                                               |
| Allegheny                                         | Findlay Township                        | 51,41 | 82,73  | 51                                                           | Vers I-376 BL est / Flaugherty Run Road – Moon                                                 | Sortie direction ouest, entrée direction est                                                               |
| Allegheny                                         | Findlay Township                        | 52,21 | 84,02  | 52                                                           | Vers US 30 – Clinton                                                                           | |
| Allegheny                                         | Findlay Township                        | 52,87 | 85,08  | 53                                                           | PA Turnpike 576 (en) est vers US 22 – Aéroport international de Pittsburgh, Washington         | |
| Allegheny                                         | Findlay Township                        | 56,36 | 90,71  | 56                                                           | McClaren Road                                                                                  | |
| Allegheny                                         | Moon Township                           | 57,19 | 92,03  | 57                                                           | I-376 BL ouest / Orange Belt (en) ouest – Moon                                                 | Terminus ouest du multiplex avec Orange Belt                                                               |
| Allegheny                                         | Moon Township                           | 58,49 | 94,13  | 58                                                           | Montour Run Road                                                                               | |
| Allegheny                                         | North Fayette Township                  | 59,47 | 95,71  | 59                                                           | Robinson Town Centre Boulevard                                                                 | |
| Allegheny                                         | Robinson Township                       | 59,97 | 96,51  | 60A                                                          | US 22 ouest / US 30 ouest / Orange Belt (en) est – Weirton                                     | Terminus est du multiplex avec Orange Belt; terminus ouest du multiplex avec US 22 / US 30                 |
| Allegheny                                         | Robinson Township                       | 59,97 | 96,51  | 60B                                                          | PA 60 (en) sud / Yellow Belt (en) – Crafton                                                    | |
| Allegheny                                         | Robinson Township                       | 60,86 | 97,95  | 61                                                           | Ridge Road                                                                                     | |
| Allegheny                                         | Limite township Robinson–Collier        | 62,00 | 99,78  | 62                                                           | Yellow Belt (en) (Campbells Run Road)                                                          | Sortie direction ouest, entrée direction est                                                               |
| Allegheny                                         | Robinson Township                       | 63,27 | 101,82 | 64A                                                          | I-79 – Washington, Érié                                                                        | Sortie 59 de l'I-79                                                                                        |
| Allegheny                                         | Rosslyn Farms                           | 64,48 | 103,77 | 64B                                                          | Rosslyn Farms                                                                                  | Sortie direction ouest, entrée direction est                                                               |
| Allegheny                                         | Carnegie                                | 64,92 | 104,47 |                                                              | Autobus seulement (West Busway)                                                                | Sortie direction est, entrée direction ouest                                                               |
| Allegheny                                         | Carnegie                                | 65,32 | 105,13 | 65                                                           | PA 50 (en) – Carnegie, Heidelberg                                                              | |
| Allegheny                                         | Green Tree                              | 67,23 | 108,19 | 67                                                           | PA 121 (en) sud / Blue Belt (en) – Green Tree, Mount Lebanon, Crafton                          | Mount Lebanon indiqué en direction est; Crafton indiqué en direction ouest                                 |
| Allegheny                                         | Pittsburgh                              | 67,70 | 108,95 | 68                                                           | Parkway Center Drive                                                                           | Sortie direction ouest, entrée direction est                                                               |
| Allegheny                                         | Pittsburgh                              | 68,37 | 110,03 | 69A                                                          | US 19 sud (Banksville Road) – Mount Lebanon, Uniontown                                         | Terminus ouest du multiplex avec US 19; sortie direction ouest, entrée direction est                       |
| Allegheny                                         | Pittsburgh                              | 68,81 | 110,74 | 69B                                                          | US 19 Truck sud / PA 51 (en) sud – Uniontown                                                   | Terminus ouest du multiplex avec US 19 Truck; sortie direction est, entrée direction ouest                 |
| Allegheny                                         | Pittsburgh                              | 68,88 | 110,86 | 69C                                                          | US 19 Truck nord / PA 51 (en) nord – West End                                                  | Terminus est du multiplex avec US 19; sortie direction est, entrée direction ouest                         |
| Allegheny                                         | Pittsburgh                              | 68,95 | 110,97 | Tunnel de Fort Pitt sous le Mount Washington                 | Tunnel de Fort Pitt sous le Mount Washington                                                   | Tunnel de Fort Pitt sous le Mount Washington                                                               |
| Allegheny                                         | Pittsburgh                              | 69,71 | 112,18 | 69C                                                          | PA 831 (en) nord vers PA 51 (en) – West End                                                    | Sortie direction ouest, entrée direction est                                                               |
| Allegheny                                         | Pittsburgh                              | 69,64 | 112,08 | Pont Fort Pitt au-dessus de la rivière Monongahela           | Pont Fort Pitt au-dessus de la rivière Monongahela                                             | Pont Fort Pitt au-dessus de la rivière Monongahela                                                         |
| Allegheny                                         | Pittsburgh                              | 69,87 | 112,45 | 70A                                                          | Boulevard of the Allies / Liberty Avenue – PPG Paints Arena                                    | Sortie direction est, entrée direction ouest                                                               |
| Allegheny                                         | Pittsburgh                              | 69,87 | 112,45 | 70B                                                          | Fort Duquesne Boulevard – Centre des congrès, Strip District                                   | Sortie direction est, entrée direction ouest                                                               |
| Allegheny                                         | Pittsburgh                              | 69,87 | 112,45 | 70C                                                          | I-279 nord / US 19 Truck nord – Fort Duquesne Bridge, North Shore                              | Terminus est du multiplex avec US 19 Truck                                                                 |
| Allegheny                                         | Pittsburgh                              | 70,11 | 112,83 | 70D                                                          | Stanwix Street                                                                                 | Pas de sortie en direction est                                                                             |
| Allegheny                                         | Pittsburgh                              | 70,51 | 113,47 | 71A                                                          | Grant Street                                                                                   | |
| Allegheny                                         | Pittsburgh                              | 71,04 | 114,32 | 71B                                                          | Second Avenue                                                                                  | Sortie direction ouest seulement                                                                           |
| Allegheny                                         | Pittsburgh                              | 71,96 | 115,81 | 72A                                                          | Forbes Avenue – Oakland                                                                        | Sortie direction est, entrée direction ouest                                                               |
| Allegheny                                         | Pittsburgh                              | 72,09 | 116,01 | 72B                                                          | Vers I-579 (Crosstown Boulevard) / PA 885 (en) nord (Boulevard of the Allies) / Liberty Bridge | Sortie direction ouest, entrée direction est                                                               |
| Allegheny                                         | Pittsburgh                              | 72,74 | 117,07 | 73                                                           | PA 885 (en) (Bates Street) – Glenwood, Oakland                                                 | Sortie direction ouest, entrée direction est; indiqué sortie 73A (sud) et 73B (nord).                      |
| Allegheny                                         | Pittsburgh                              | 74,37 | 119,69 | 74                                                           | Blue Belt (en) – Squirrel Hill, Homestead                                                      | |
| Allegheny                                         | Pittsburgh                              | 74,62 | 120,09 | Tunnel Squirrel Hill sous Squirrel Hill                      | Tunnel Squirrel Hill sous Squirrel Hill                                                        | Tunnel Squirrel Hill sous Squirrel Hill                                                                    |
| Allegheny                                         | Tripoint Pittsburgh–Swissvale– Edgewood | 76,55 | 123,20 | 77                                                           | Edgewood, Swissvale                                                                            | |
| Allegheny                                         | Wilkinsburg                             | 77,87 | 125,32 | 78A                                                          | US 30 est – Forest Hills                                                                       | Terminus est du multiplex avec US 30; pas de sortie direction ouest                                        |
| Allegheny                                         | Wilkinsburg                             | 77,92 | 125,40 | 78B                                                          | PA 8 (en) nord – Wilkinsburg                                                                   | |
| Allegheny                                         | Churchill                               | 78,73 | 126,71 | 79A                                                          | Greensburg Pike                                                                                | Sortie direction est, entrée direction ouest                                                               |
| Allegheny                                         | Churchill                               | 79,50 | 127,95 | 79B                                                          | PA 130 (en) – Churchill                                                                        | |
| Allegheny                                         | Churchill                               | 79,93 | 128,64 | 80                                                           | US 22 Bus. est – Monroeville                                                                   | Sortie direction est, entrée direction ouest                                                               |
| Allegheny                                         | Limite Churchill–Wilkins Township       | 80,41 | 129,40 | 81                                                           | PA 791 (en) nord / Yellow Belt (en) – Penn Hills                                               | |
| Allegheny                                         | Monroeville                             | 84,12 | 135,37 | 84A                                                          | PA 48 (en) sud / Orange Belt (en) – Monroeville                                                | Sortie direction est, entrée direction ouest                                                               |
| Allegheny                                         | Monroeville                             | 84,12 | 135,37 | 84B                                                          | Orange Belt (en) – Plum                                                                        | Sortie direction est, entrée direction ouest                                                               |
| Allegheny                                         | Monroeville                             | 84,43 | 135,87 | —                                                            | US 22 est – Murrysville                                                                        | Terminus est du multiplex avec US 22; E-ZPass ou péage par plaque                                          |
| Allegheny                                         | Monroeville                             | 84,43 | 135,87 | 85                                                           | I-76 / Pennsylvania Turnpike – Ohio, Harrisburg                                                | Terminus est du multiplex avec US 22; E-ZPass ou péage par plaque                                          |
| - Terminus de multiplex - Péage - Accès incomplet |                                         |       |        |                                                              |                                                                                                | |